# Moment of Glory (Live with the Berlin Philharmonic Orchestra) DVD
Moment of Glory (Live with the Berlin Philharmonic Orchestra) DVD è un DVD del gruppo musicale Hard rock tedesco Scorpions, registrato nel 2000 e pubblicato nello stesso anno.

## Il DVD
Il video vede la riproposta di classici della band con i Berliner Philharmoniker, la filarmonica di Berlino.
Il video è stato girato a Berlino in un teatro. Nel DVD è presente una sola nuova traccia, con titolo Here In My Heart che fu pubblicata anche come singolo.

## Tracce
1. "Hurricane 2000" – 6:04
2. "Moment Of Glory" – 5:08
3. "Send Me an Angel" – 6:19
4. "Wind of Change" – 7:36
5. "Crossfire" (Instrumental) – 6:47
6. "Deadly Sting Suite" (Instrumental) – 7:22
7. "Here In My Heart" – 4:20
8. "Still Loving You" – 7:28
9. "Big City Nights" – 4:37
10. "Lady Starlight" – 5:32
11. "Hurricane 2000" (Radio Edit) (Bonus Track)

## Formazione
- Klaus Meine: Voce
- Rudolf Schenker: chitarra
- Matthias Jabs: chitarra
- Ken Taylor: basso
- James Kottak: percussioni
- Berliner Philharmoniker

### Ospiti
- Zucchero - cantante (Send Me an Angel)
- Ray Wilson (dei Genesis) - cantante (Big City Nights)